# Абакан (станция)
Абака́н — станция Абаканского региона Красноярской железной дороги. Находится в городе Абакане, столице Республики Хакасия. Начальный пункт «Трассы мужества» Абакан — Тайшет.

## История
Основана в 1916 году при строительстве Ачинско-Минусинской железной дороги.

## Дальнее следование по станции
По состоянию на январь 2021 года по станции курсируют следующие поезда дальнего следования:
| № поезда | Маршрут движения     | № поезда | Маршрут движения     |
| -------- | -------------------- | -------- | -------------------- |
| 67       | Абакан — Москва      | 68       | Москва — Абакан      |
| 77       | Абакан — Москва      | 78       | Москва — Абакан      |
| 113      | Абакан — Новосибирск | 114      | Новосибирск — Абакан |
| 123      | Красноярск — Абакан  | 124      | Абакан — Красноярск  |

## Пригородное сообщение по станции
| № поезда | Маршрут движения     | № поезда | Маршрут движения     |
| -------- | -------------------- | -------- | -------------------- |
| 6609     | Абакан — Бискамжа    | 6610     | Бискамжа — Абакан    |
| 6619     | Кошурниково — Абакан | 6620     | Абакан — Кошурниково |